# Serixia albertisi
Serixia albertisi là một loài bọ cánh cứng trong họ Cerambycidae.